# Groefoogslangen
Groefoogslangen (Bothrophthalmus) zijn een geslacht van slangen uit de familie Lamprophiidae.

## Naam en indeling
Er zijn twee soorten, de wetenschappelijke naam van de groep werd voor het eerst voorgesteld door Wilhelm Peters in 1863.

## Verspreidingsgebied
De slangen komen voor in delen van Afrika en leven in de landen Angola, Congo-Kinshasa, Congo-Brazzaville, Oeganda, Nigeria, Benin, Ghana, Ivoorkust, Liberia, Sierra Leone, Kameroen, Equatoriaal-Guinea, Centraal-Afrikaanse Republiek en Gabon.

## Soorten
Het geslacht omvat de volgende soorten, met de auteur en het verspreidingsgebied.
| Naam                     | Auteur        | Verspreidingsgebied |
| ------------------------ | ------------- | --- |
| Bothrophthalmus brunneus | Günther, 1863 | Gabon, Kameroen, Equatoriaal-Guinea, Congo-Brazzaville |
| Bothrophthalmus lineatus | Peters, 1863  | Angola, Congo-Kinshasa, Congo-Brazzaville, Oeganda, Nigeria, Benin, Ghana, Ivoorkust, Liberia, Sierra Leone, Kameroen, Equatoriaal-Guinea, Centraal-Afrikaanse Republiek |